# Ahmeddou II Ould Sidi Eli II
Ahmeddou II Ould Sidi Eli II fou el fill i successor de Sidi Eli II Ould Ahmeddou I com a emir de Brakna. Tenia uns 40 anys quan va pujar al poder i pels seus lligams paterns i materns (la mare era una Siyedïa de mom Garmi Ment Ahmed Fal, mare també de Mohammed, fill de l'emir Mohammed Sidi Ould Mohammed, amb el que havia estat casada abans) estava completament vinculat als Oulad Siyet.
Vers 1878, l'émir Sidi Eli II el va casar amb Moumina, filla del seu aliat Mohammed Ould Heïba, cap dels Oulad Eli et protector de les escales de Tébékout (Saldé) i Kaédi. Va tenir un fill, Sidi Eli, conegut pel malnom de Ould Assas del nom de la seva mainadera. Moumina, amb diversos matrimonis successius, va sembrar la discordia durant anys: el 1883 va fugir del seu marit i es va refugiar amb el seu pare a Kaédi; sense esperar la repudiació es va casar amb Nabra, fill natural de l'emir Bakkar dels Id Ou Aïch, que per Mounima tenia al seu favor (a més d'una gran alçada) el de ser el culpable de la mort de Mokhtar, el germà gran del seu ex marit. Ahmeddou tot i així la va repudiar. Mounima va intrigar per provocar lluites entre els Brakna i els Id Ou Aïch. Anys després Mounima va abandonar a Nabra i va aconseguir que Ahmeddou II la prengués per segon cop com esposa, però al cap de no gaire temps va venir un nou divorci i llavors es va ajuntar amb un religiós, el Kounti Sidi Amar Ould Sidi-l-Mokhtar, dels Ahel Cheikh, amb el que va estar un any, retornant al campament d'Ahmeddou; va aconseguir casar-se llavors amb el seu germà Mohammed Al-Habib, provocant després l'enemistat entre els dos germans, fins que fou repudiada i llavors es va retirar al campament del seu fill Ould Assas, morint a Touizit, a la Chamama, el 1917.
Ahmeddou II es va casar el maig de 1899, amb la neboda de Rassoul, cap dels Chratit, Fatma Ment Cheikh Ould Eli, amb la que va tenir una filla de nom Garmi. Fatma fou repudiada poc després i es va retirar amb els Chratit. Posteriorment Ahmeddou només va viure amb les dones de l'harem o amb captives, especialment tres: Diouldé, antiga presonera presa al cap dels Oulad Normach; Ziza Ment Haboub, antiga captiva presa als Oulad Ahmed, després casada amb Soumaïla, un pres comú d'Aleg; i Ment Baba, una Tuculor. D'aquestes va tenir diversos fills entre els quals Mohammed, nascut vers 1899, i Bakar, nascut vers 1900.
El 1890 el governador Clément Thomas va anul·lar la convenció de 1886 que fixava el pagament de les escales en 1500 peces de Guinea; amb la nova convenció de, fins a 1000 d'aquestes peces serien per l'emir de Trarza i 500 pel de Brakna. Sidi Eli II que governava aleshores es va negar a acceptar-ho, però els francesos al·legaven que no tenia poder per mantenir la seguretat de les escales. Finalment el 12 de desembre de 1891 es va aconseguir apujar a 1000 peces. Aquesta rebaixa va tocar l'autoritat de l'emir que va fer l'impossible per restablir el seu prestigi però va morir el 1893. França va imposar el reconeixement del seu fill Ahmedou II que era més jove i actiu i que aviat va aconseguir imposar la seva autoritat als Oulad Normach i als Oulad Ahmed, reforçar els seus comandants i va respectar el tractat de 12 de desembre de 1891. França li va demanar que fes de mediador amb els Ahel Sidi Mahmoud, enutjats perquè les rutes de Bakel eren sovint tallades pels Id Ou Aïch, provocant finalment l'atac d'aquesta tribu sobre el campament de Bakkar Ould Soueïd Ahmed, emir dels Id Ou Aïch, que s'havia guanyat també l'hostilitat de França en acollir tres enemics del francesos: Abdoul Boubakar, cap del Bosséa; Ali Bouri Ndiaye, bourba del Diolof, i Amadou Chékou, agitador marabut.
Però la inèrcia dels maures va prevaler. En la recaptació dels drets de duana, va retenir el rescat dels pillatges de la seva pròpia gent el que va incrementar el nombre de ràtzies i provocar l'enfrontament polític entre l'emir i França. El maig de 1895, enfadat amb França, va tancar l'escala de Podor que després va reobrir per la mediació del "Directeur des Affaires politiques", Merlin.
El clan dels Dieïdiba, marabuts clàssics, es van enfrontar als Oulad Biri, també marabuts, que estaven aliats als Oulad Ahmed. Degut a les aliances de clans i tribus totes les tribus, fraccions, grups, bandes i clans de Trarza i Brakna es van barrejar al conflicte que per sort va restar localitzat a les terres dels Oulad Biri i dels Dieïdiba. El conflicte arrencava vers el 1860 quan Mohammed Ould Abd El-Fattah, dels Oulad Falli, va tenir una querella amb els zenaga Dieïdiba; al front de la seva gent va marxar contra aquest clan, els va sorprendre i en va matar 16; sota intervenció de Bakkar Ould Soueïd Ahmed, emir dels Id Ou Aïch, que per indivís era sobirà també dels zenaga morts, Cheikh Sidïa Al-Kabir va acceptar pagar la dïa (16.000 peces de Guinea). El conflicte va continuar vers 1890 per la disputa sobre tres pous d'aigua (Bou Talhaïa, Hasseï Al-Afia i Aredekkel, tots al Amechtil) del que les dues tribus reclamaven la propietat; aquestes disputes es van estendre a altres pous a la Dabaye del Chamama. De 1890 a 1900, es van lliurar molts petits combats. Els hassànides dels dos països (Trarza i Brakna) van prendre partit pels seus respectius marabuts: L'emir de Trarza, Ahmed Saloum I, el seu parent Sidi Ahmed Ould Bou Bakar Siré, i sobretot els guerrers Oulad Dâmân i Oulad Euleb, van marxar amb els Oulad Biri. L'emir de Brakna, Ahmeddou II Ould Sidi Eli II, amb la seva gent Oulad Abd Allah i els seus aliats tuculors Aleïbé del Chamama, van combatre pels Dieïdiba. Els combats, poc importants, foren sovint derrotes dels Oulad Biri; el seu xeic va estar a punt de ser capturat el 1896 al seu campament d'Aouadane, i es va salvar pel sacrifici dels seus alumnes negres que van aconseguir aturar als atacants Dieïdiba i Oulad Siyed. Finalment la intervenció francesa va portar a una sèrie de tractats entre els combatents: es va acordar la pau entre els caps trarza i brakna (novembre de 1896) a Boïdel Barka. El 29 de gener de 1897 els delegats de les dues tribus marabútiques van signar a Podor una declaració qui establia que qualsevol reparació només havia de ser acordada pels delegats respectius. Finalment sota auspicis del governador general Jean Baptiste Émile Louis Barthélémy Chaudié, es va signar una convenció a Saint Louis del Senegal el 9 de febrer de 1897 entre els dos emirs, que confirmava el que s'havia acordat: Podor era reconeguda com a escala Brakna sota autoritat d'Ahmeddou i amb llibertat comercial per tots els maures de Trarza; i els dos emirs es van comprometre a exercir de policies entre les seves tribus; Ahmeddou va autoritzar als Oulad Biri a habitar i cultivar en el territori de Brakna que ocupaven precedentment i en especial els va autoritzar a instal·lar-se de nou a Dabaye (marigot de Morghen o de Koundi). Una nova convenció el 1898 encara va concretar més i va ratificar els acords de 1897, però per evitar tot conflicte els terrenys de Dabaye foren declarats neutres i posats sota vigilància especial de l'administrador de Podor; però en el interval els tuculors de la riba esquerra havien passat el riu i havien posat aquests terrenys en valor i no es va aconseguir que cap de les parts fes un gest de bona voluntat ni de concessions recíproques; Ahmeddou va refusar visitar a un marabut i Cheikh Sidïa no va voler anar al campament d'Ahmeddou per temor a ser assassinat allí. Així que la guerra es va reprendre però en aquesta segona etapa va ser favorable als Oulad Biri almenys quant als pous del nord que els Dieïdiba, vençuts, van haver d'abandonar vers el final de 1899, l'Amechtil i l'Aoukeïra; però es van revenjar saquejant als anys següents els campaments biri, de manera que aquests van haver d'abandonar també els pous en litigi i concentrar-se en la defensa de l'Aoukeïra. Sense manteniment els pous van quedar inutilitzats ben aviat. El 1903, segurs del suport del general francès Xavier Coppolani i aprofitant l'estat de rebel·lia dels Dieïdiba, que per tant no podien fer valer els seus drets, Cheikh Sidïa va fer reocupar el territori abandonat i reparar els pous. La submissió des Dieïdiba el 1904, va aixecar altre cop el conflicte, ja que van demanar el retorn dels pous. Els Oulad Biri van protestar i la guerra va seguir. Finalment les autoritats franceses dels cercles de Trarza i Brakna (en aquest moment el país ja estava ocupat per França) van posar fi als enfrontaments forçant un acord entre les tribus. Sota els auspicis del capità Gerhardt, comandant del cercle de Trarza, es va fer un acord el 7 de febrer de 1912, entre Sidi El-Mokhtar, cheikh dels Oulad Biri i Mostafa Ould Khalifa Ould Ouadia, principal notable dels Dieïdiba, delegats de les dues part amb aquesta finalitat. El dret de propietat dels pous fou reconegut als Dieïdiba, però les dues tribus podrien gaudir de l'aigua que era prou abundant per servir a tothom. Tots van quedar satisfets d'haver guanyat la meitat i de no haver cedit davant els rivals. Després de 1912 la situació va quedar en calma.
Ahmeddou va intervenir també en les dissensions intestines que tenien els Touabir, de 1896 a 1900. A la mort del cheikh de la fracció Anouazir, Cheikh Ould Hammadi, la successió fou disputada entre el seu fill Hamdel Khalifa i el cap de la família rival Neïbat. L'afer era important, ja que els Anouazir eren la facció "reial" de la tribu i ser cap d'aquesta fracció equivalia a ser el cap de la tribu. La querelle ses va mantenir per un temps circumscrita als dos rivals però els jocs d'aliances i odis recíprocs va portar successivament del costat d'Hamdel Khalifa una part dels altres Touabir, i especialment els Oulad Al-Kohol, i després a Sidi Ahmed Ould Mohammed Ould Heïba, ex-cap dels Oulad Eli de Kaédi, destituït pels francesos; del costat d'Ahmed Neïbat, la resta dels Touabir i especialment els Oulad Yora, i després de M'hammed, cap en funcions dels Oulad Eli, rival del primier. A partir de 1897, el conflicte era general i hi havia xocs freqüents.
L'emir dels Id Ou Aïch, Bakkar va tenir la saviesa de no deixar-se arrossegar al conflicte al·legant que els dos eren els seus tributaris i no podia prendre partit per cap. En canvi Ahmeddou, requerit diverses vegades, encara que inicialment va refusar, finalment es va deixar seduir pels regals dels Oulad Al-Kohol i va enviar un contingent en la seva ajuda. Els Oulad Yora van fer marxar la cavalleria i els seus guerrers i els rivals, incloent la columna d'Ahmeddou, foren derrotats completament s Segar, deixant més de 100 morts sobre el terreny. L'honor d'Ahmeddou va quedar compromès i va anunciar que sotmetria als revoltats, el que va valer a aquests l'ajuda dels Oulad Normach i Oulad Ahmed. Les forces de l'emir, manades per Mohammed Krara, el seu germà, i per Ould Assas, el seu fill, i formades per guerrers dels Oulad Siyed i dels Dieïdiba, van marxar contra els Oulad Yora, el juliol de 1901, i aquests, intimidats, van fugir. Hamdel Khalifa fou reconegut cap dels Touabir.
Al final del segle xix, poc abans de l'ocupació francesa, els Oulad Siyed dominaven des de Zouireth Mohammed (prop de Dagana) fins a Boghé i a l'interior fins a Aleg i Chogar. Protegien sobretot als Dieïdiba, als Tolba Tanak, als Hijaj i als Kounta-khol Bekkaï. Els Oulad Normach dominaven sobre el riu cap a Cascas i la regió de Mal i protegien als Id Eïlik, els Soubak, els Ahel Taleb Mohammed, els Tiab Ould Normach, els Meterambin i els Kounta Ahel Sidi Amar. Els Oulad Ahmed baixaven cap a Boghé i manaven cap a Chogar, l'Akel i l'Agan, protegint als Oulad Biri, els Ahel Gasri i els Draouat. Els Oulad Eli (també Oulad Abd Allah) manaven vers Kaëdi i el Raag, i protegien als Lemtouna, els Toumodek i els Hijaj de l'est. Els Ahel Souid Ahmed (Id Ou Aïch) manaven fins a Guimi, Mal i l'Agueïlat i protegien als Tâgât, els Torkoz, els Id ag Jemouella i els Kounta Oulad Bou Sif.
Des de 1902 el militar Xavier Coppolani, enviat el 1901 a la zona, va crear un fort a Regba en el límit entre Trarza i Brakna i un altre a Boghé en territori de Brakna. Havia iniciat relacions amb Ahmeddou però les simpaties del militar estaven per Cheikh Sidïa el que feia desconfiat als marabuts i consellers de l'emir i als notables dels Oulad Siyed. Coppolani va anar un temps a França l'estiu de 1903 i en la seva absència alguns mercaders van informar a l'emir que els francesos es volien apoderar del seu domini i el van mal aconsellar. Ahmeddou, meitat per temor i meitat per esperit de resistència va reunir els seus guerrers i va fer aliança amb els Id Ou Aïch. Aprofitant això Coppolani el va declarar deposat i va confiscar els seus béns en benefici del tresor públic (décembre 1903).
L'emirat independent de Brakna es va acabar el desembre de 1903 amb l'ocupació francesa. Ahmedou va resistir fins al 1909. El seu fill Ould Assas va morir el 1907 i el 1908-1909 Mohammad Al-Habib, germa d'Ahmeddou, fou reconegut emir breument per algunes tribus. Ahmedou va emigrar al Marroc el 1909 sense renunciar al títol.